# Kinda (Arabien)

Möglicher Einflussraum der Kinda

Der Ausdruck Kinda (arabisch كندة) bezeichnet eine Stammesföderation in Zentralarabien im 6. Jahrhundert.
Die Kinda waren ein südarabischer Stamm aus dem westlichen Hadramaut. Ein erstes Kinda-Königreich wird bereits im 1. bis 3. Jahrhundert angenommen, mit Sitz der Hauptstadt im Handelszentrum von al-Faw, welche dann aber verlassen wurde. Im 5. Jahrhundert drangen die Kinda nach Zentral- und Nordarabien vor und wurden unter Hudschr zu einem Stammeskönigreich zusammengeschlossen. 
Zu Beginn des 6. Jahrhunderts, nachdem der Staudamm von Ma'rib gebrochen war, drangen die Kinda unter Hudschrs Enkel al-Harit ibn Amr in Mesopotamien ein und eroberten mit Hira die Hauptstadt der Lachmiden (529). Allerdings wurden die Kinda im gleichen Jahr von den Lachmiden unter Mundir III. besiegt. In diesen Kämpfen fiel al-Harit ibn Amr, was zum Abfall der Stämme und zur Auflösung des Stammeskönigreichs führte. Ein Teil der Kinda zog sich in der Folgezeit wieder in den Hadramaut zurück.
Nachkommen kindidischer Stämme leben heute hauptsächlich im Jemen, in Saudi-Arabien und verstreut in Indonesien, Indien, Malaysia und Singapur. Auch die Familie Osama bin Ladens führt ihre Herkunft auf die Kinda zurück.